# Heinz Finke
Heinz Finke (* 27. Januar 1915 in Haldensleben; † 28. November 2007 in Konstanz) war ein deutscher Fotograf und Fotojournalist.

## Leben
Heinz Finke, dessen Vater im Ersten Weltkrieg fiel, wurde 1935 in den Reichsarbeitsdienst zwangsverpflichtet, später als „PK-Bildberichter“ für die Armeezeitung „Der Sieg“ in die Propaganda-Kompanie 625 der Wehrmacht. Dort lernte er unter anderem den Journalisten Hans Bayer kennen, der nach dem Krieg als „Thaddäus Troll“ bekannt wurde. Nach Kriegsende ließ er sich in Wertheim am Main nieder und gründete den „Wertheimer Pressedienst“. Er arbeitete unter anderem für den damaligen Herausgeber und späteren Bundespräsidenten Theodor Heuss. Als Inhaber einer der seltenen amerikanischen Presselizenzen war er für mehrere Tageszeitungen wie Fränkische Rundschau, Main-Post, Mannheimer Morgen und Hannoversche Allgemeine als Text- und Bildautor tätig.
Finke lebte seit 1951 in Konstanz und war für den unlängst von Berliner Ullstein-Leuten um den Verleger Johannes Weyl gegründeten Südkurier in Konstanz als Pressefotograf tätig. Er wurde als Bildreporter in den Nachkriegsjahren bekannt, vor allem mit seinen Bildreportagen, beispielsweise über Theodor Heuss, Albert Schweitzer, Willy Brandt und Konrad Adenauer.
Er engagierte sich zudem jahrzehntelang im Volksbund Deutscher Kriegsgräberfürsorge und war alljährlich mit Kollegen des Deutschen Journalisten-Verbandes für den Volksbund unterwegs, um Reportagen für den Volkstrauertag, zum Gedenken an die gefallenen Soldaten zu illustrieren.
Heinz Finke veröffentlichte mehr als 40 Bildbände und fotografierte dafür ausschließlich mit einer Leica. Er war zeitlebens ausschließlich zu Fuß oder mit öffentlichen Verkehrsmitteln unterwegs.

## Werke
- Heinz Finke, Richard Grossmann: Katalonien, Simon und Koch 1963
- Heinz Finke, Karl Schib: Land am Hochrhein, Thorbecke 1967
- Erich Langguth, Heinz Finke: Wertheim , Weidlich 1969
- Heinz Finke: Konstanz, Weidlich 1969
- Heinz Finke: Konstanz, Verlag Friedrich Stadler 1972, ISBN 3797700091
- Herbert Berner, Heinz Finke: Westlicher Bodensee und Hegau. Der Landkreis Konstanz, 1982, ISBN 3803582199
- Heinz Finke: Schöne Heimat Hegau. Ein fotografisches Skizzenbuch, 1983, ISBN 3877990320
- Heinz Finke, Ernst W. zu Lynar: Die Baar. Land an der jungen Donau, 1983, ISBN 3877990878
- Heinz Finke, Hans Leip: Das ist Konstanz, 1983, ISBN 3797701063
- Heinz Finke: Schöne Heimat Linzgau. Ein fotografisches Skizzenbuch, 1986, ISBN 3877990479
- Klaus Oettinger, Helmut Weidhase, Heinz Finke: Das ist Konstanz, 1988, ISBN 3797701713
- Mathias Jung, Heinz Finke: Zum Lobe des Elsaß, Harenberg 1990 3. Auflage, ISBN 3883795372
- Ulrich Einsle, Fritz Roth, Heinz Finke: Rund um den Bodensee, 1991, ISBN 3797700121
- Mathias Jung, Heinz Finke: Schwärmereien über den Schwarzwald, DBT im Bertelsmann Verlag 1991 2. Auflage, ISBN 3883795623
- Heinz Finke: Inselspaziergänge. Werd, Liebesinsel, Reichenau, Mainau, Dominikanerinsel, Lindau, 1991, ISBN 387685122X
- Heinz Finke, Wolfram Vogel: Dem See nah sein. Schlösser, Burgen, Landsitze rund um den Bodensee, 1991, ISBN 3876851297
- Mathias Jung, Heinz Finke: Geliebter Bodensee, DBT im Bertelsmann Verlag 1992, ISBN 3883795070
- Heinz Finke: Sonnige Höhen, leuchtende Ufer. Hegau, Höri, Bodanrück. Ein literarischer Reiseführer, Neukirchen Verlag 1993, ISBN 3762180105
- Heinz Finke: Unbekanntes Konstanz, Christl. Verlag Konstanz 1993, ISBN 3762180091
- Heinz Finke, Dominik Gügel (Hrsg.): Konstanz. Eine Stadt im Wandel, Stadler Konstanz 1997 2. Auflage, ISBN 3797703236
- Heinz Finke, Siegfried Schweiger: Jugendstil in Konstanz, Stadler Konstanz 2001, ISBN 3797703260
- Sieglinde Schopf: Heinz Finke – seine Fotos sagen mehr als 1 000 Worte, Schopf Verlag Konstanz 2004, ISBN 3938022000
- Bernhard Möking, Heinz Finke (Fotos):  Sagen und Schwänke vom Bodensee, Südverlag 2005 9. Auflage, ISBN 387800043X